# Svéd–lengyel háború (1617–29)
Svéd-lengyel háború, 1617-29: Ebben a háborúban Svédország már sikerrel felülkerekedett lengyel vetélytársain, s győzelme biztosította, hogy beavatkozzék a harmincéves háborúba.

## Harcok Livóniáért
Mindjárt háború kezdetén az új király II. Gusztáv Adolf svéd király szervezte expedíciós haderő sikertelenül ostromolta a lengyel kézben levő Dünamünde várát.
1618-ban a szembenálló felek tűzszünetet kötöttek. Lengyelország 1620-ban háborúba bonyolódott a Török birodalommal aminek hírére II. Gusztáv Adolf újra támadásba lendült és elfoglalta Rigát, Daugavpilset (németül: Dünaburg) és csaknem egész Livóniát. A lengyelek csak a kursföldi és szemigalleni hercegségeket tudták megtartani.

## A svéd sikerek tetőpontja, és a béke
A svéd király 1626-ban elfoglalta a porosz és lengyel kikötőket, elzárva Lengyelországot a Balti-tengertől. II. Gusztáv Adolf 1627-ben Svédországból, egy jól képzett, svéd parasztokból toborzott, nagy teljesítményű tűzfegyverekkel felszerelt reguláris sereggel tért vissza. Az olivai tengeri csatában a lengyelek súlyos harcban feltartóztatták a svéd hajóhadat, de svédek szárazföldön elért győzelmei Poznańig hatolt, ami már a lengyel törzsterületeket veszélyeztette és Litvánia is svéd megszállás alatt állt (1628).
Az altmarki fegyverszünet (1629) átengedte Svédországnak Livóniát és Danzig valamint Königsberg kivételével az összes porosz kikötőt. Miután II. Gusztáv Adolf svéd király a harmincéves háború során Lützennél elesett és a svéd-francia seregek Nördlingennél súlyos vereséget szenvedtek (1634), Axel Oxenstierna kancellár Bécs nyomására visszaadta Lengyelországnak ezeket a kikötőket.

## A háború ütközetei
- Walmojząi csata, 1626. január 8.
- Gniewi csata, 1626. szeptember 21.
- Tczewi csata, 1627. augusztus 17.
- Olivai csata, 1627. november 28.
- Hammersteini csata, 1627. április 16.
- Wisły tengeri ütközet, 1628.
- Górznoi csata, 1629. február 12.
- Trzciani csata, 1629. június 25.